# Cirrhilabrus apterygia
Cirrhilabrus apterygia — вид окунеподібних риб родини губаневих (Labridae).

## Поширення
Вид поширений на сході Індійського океану на рифах Роулі і Скотта біля узбережжя Західної Австралії. Трапляється на глибині 30-40 м.

## Опис
Дрібна рибка, завдовжки до 8 см. У нього відсутні черевні плавці. Самці мають довгий загострений хвіст.